# Chrysothamnus
Chrysothamnus é um género botânico pertencente à família Asteraceae.